# 自立軍起義
自立軍起義是在1900年八國聯軍時期，由唐才常所發起之起事，又稱唐才常起義，目標是推翻慈禧，建立光緒君主立憲政府，普選國會議員；結果事敗。此事件激發了維新黨人同情革命，是革命歷史轉捩點之一。
1900年，华北發生义和拳之乱，八国联军6月进攻北京，东南互保形成。谭嗣同的生前挚友、湖广总督张之洞的门生唐才常在1900年初於東亞同文會的支持下秘密組織了「正氣會」，對外則託名「東文譯社」，1900年3月改名自立會，因他的激進派立場遂能同時號召維新派、清軍士兵、革命黨、以及興漢會裡的各會黨人員。
這支力量中，軍人方面由秦力山、吳祿貞等人領導，會黨方面則由身為哥老會龍頭的畢永年來聯繫，康有為與梁啟超負責向海外華僑募集餉糈，用以接濟義師。1900年7月26日，在上海愚園召開了中國議會，投票選出容閎為議長，嚴復為副議長，唐才常、汪康年、鄭觀應等十人為幹事，決定以自立會為基礎成立自立軍，訂在漢口、漢陽、安徽、江西、湖南等地同時起事，北上營救光緒皇帝，建立滿人天子、漢族執政的君主立憲國家。
唐才常事前获得孙文兴中会的支援，收攬了孫文的部份人手如畢永年、林圭、秦力山、吳祿貞、與「哥老會」等，最後卻没有得到康有为原先許諾的金錢資助。由于张之洞向清廷输诚，英国又放弃了支持起义从而促成张之洞独立的阴谋，致使事败，唐才常等12位起义领袖在汉口被捕，在武昌紫阳湖畔被斩首。自立軍起義還未全面展開，便被張之洞徹底消滅，更使得興中會來不及在廣東發難響應。隨後孫文等人於惠州起義，亦失敗。

## 背景

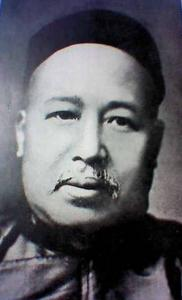
維新派的領袖康有為

1894年，清日甲午戰爭爆發，開打不久即決勝負。中國與日本同在幾十年當中努力於西化，且同樣是想「師夷長技以制夷」，但小小的日本卻能輕易地大敗華夏帝國，中國知識份子皆認定日本之能夠戰勝大清，是因能在政治上先全盤西化，而清廷始終被跟不上時代的封建官僚制度掣肘。康有為在北京組織舉人，因公車上書事件一炮而紅後，與梁啟超在京都組織強學會。 1897年，德國強佔中國膠州灣，接下來一個月，俄軍進駐了旅順，英國佔領了山東威海，再要求進一步地拓展九龍新界，法國也趁機佔領了廣州灣，日本更是大打廈門一帶主意，清廷面臨了被西方各國瓜分的危機。當時光緒皇帝欣賞康有為的維新主張，讓他在1898年4月於北京成立了保國會。
甲午戰爭後容閎認識了同樣口操廣東方言的康有為與梁啟超，因他曾長期居住於美國，對西方民主政治與國際情勢見識極深，維新黨人因此對容閎十分倚重。「保國會」成立當日，容閎親自到場，當時他已經快滿七十歲了，比康有為還年長三十歲，比梁啟超則整整大了四十五歲，而他也老驥伏櫪，竭盡心力，連下榻之處都成了黨人聚集商議之地，儼然是維新派幕後的總參謀長。 1898年6月11日，光緒帝頒布《定國是詔》，戊戌維新於焉開鑼。

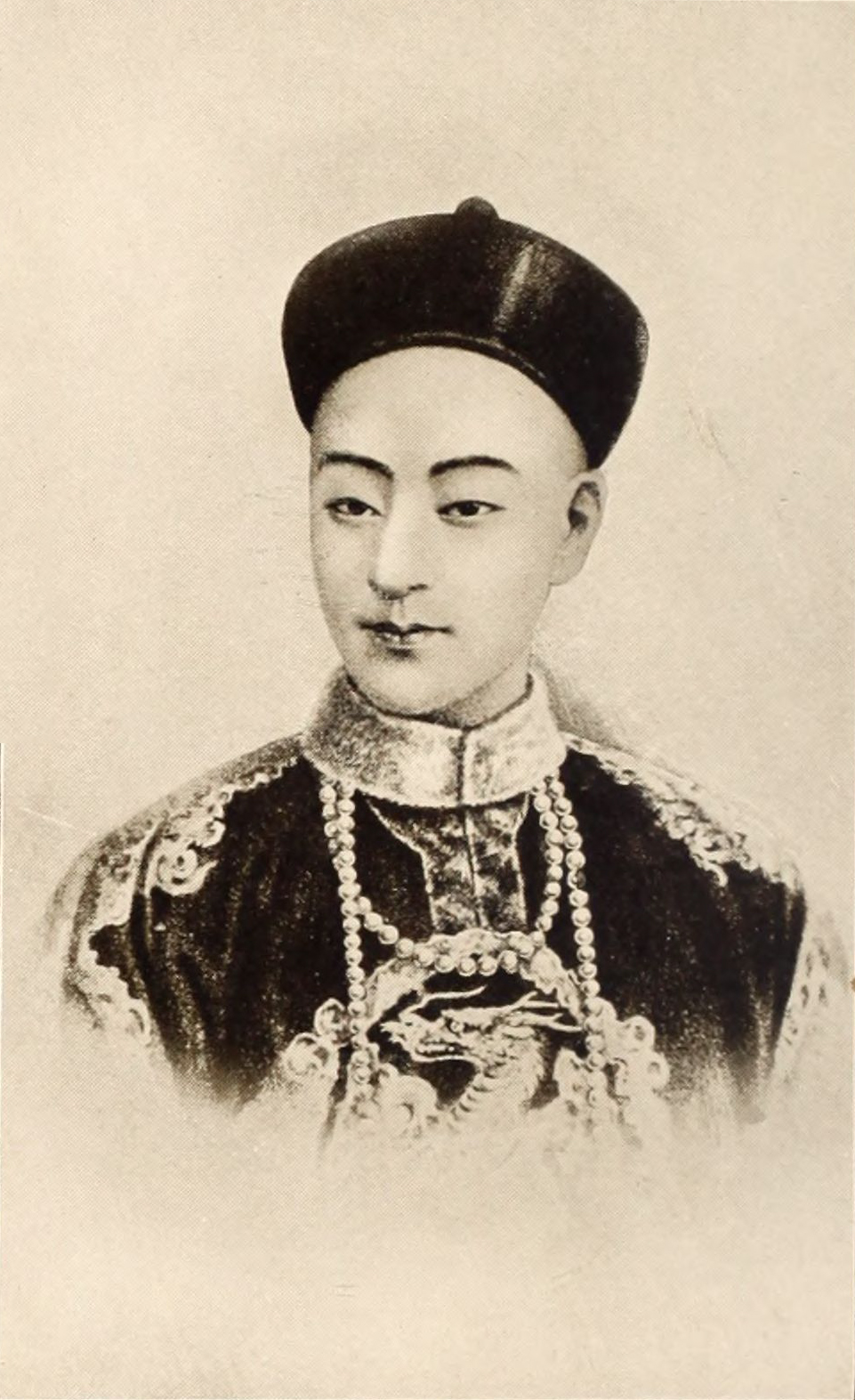
大清光緒皇帝像明信片

維新運動與早前的自強運動之不同，在於它著重於教育改革與政治改革，最終目標是要推行「君主立憲制度」。光緒帝一開始就重用譚嗣同、楊銳、林旭與劉光第這「四小臣」，執行「重用小臣、架空大臣」、「小變不如大變」、「緩變不如急變」等激進維新主張，範圍於教育與政治之外，更涵蓋了經濟建設、西洋軍事訓練等，一時風起雲湧，似乎前途一片大好。但年輕的光緒帝過於天真，康、梁、容、譚、楊、林、劉等理想家又不切實際，雖然維新改革的方向正確，但火急硬推，妄想在百日之內就要讓全中國改頭換面，沒考慮「廢八股改策論」、「改廟宇辦學堂」等政策，會剎那間截斷數百萬焚膏繼晷學子的出路、更扼殺了數千萬佛教僧侶與全真道士的生路。有日康有為受光緒召見，走到朝房時與榮祿不期而遇，於是談起變法，榮祿問「固知法當變也，但一二百年之成法，一旦能遽變乎？」康有為竟回答：「殺幾個一品大員，法即變矣！」登時令榮祿變臉。變法大戲緊鑼密鼓之際，慈禧稍早卻已退居頤和園。表面上她任由光緒去變法，但暗地裡內心並不是如此安祥篤定。一群頑固大臣早已向她哭訴維新對他們造成極大損害與不便，更有人危言聳聽，說在甲午戰爭中大敗大清的伊藤博文，馬上就會出任新政府裡的重要客卿。

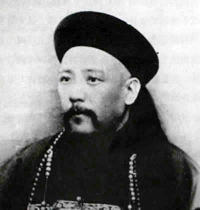
袁世凱(1892至1899)

到了9月15日，光緒多次探刺慈禧，察覺慈禧對他的作為大不滿意後，馬上召見楊銳並給了一道密諭，說「朕位已不能保」，要各維新小臣「共謀良策」。於是康有為找來維新黨人，跪讀詔書一起痛哭後，決定由譚嗣同來誘脅袁世凱，讓他起兵先殺了榮祿，再包圍頤和園，然後由畢永年率領武士入內捕殺慈禧太后，立大功以救光緒。 袁世凱幾乎被譚嗣同說服，差點就要與維新派一同捕殺慈禧，但到了最後關頭卻將圍攻頤和園的計謀一股腦兒向榮祿與慈禧吐露。在9月19日傍晚，慈禧突然一聲不響地從頤和園搬回大內，並囚光緒於瀛台，自己重掌大權。是為戊戌政變，維新運動開鑼一百日便被強制下檔。
當時官府在京城裡到處捕抓維新黨人，容閎、康有為、梁啟超、與英國傳教士李提摩太等人皆不知所措。他們一同商討如何請美國公使、英國公使、及日本公使等來營救黨人，保護皇帝。 康有為離京後，搭乘英國商船到上海，後改乘英國軍艦到香港，再由孫文的日本友人宮崎滔天等陪伴東渡日本；而當時正在北京訪問的伊藤博文也幫助梁啟超脫逃，讓他乘火車到天津，再搭日本軍艦到日本。容閎則先藏匿於上海租界數月，再於1899年輾轉逃往香港。

### 維新黨與革命黨嘗試合作

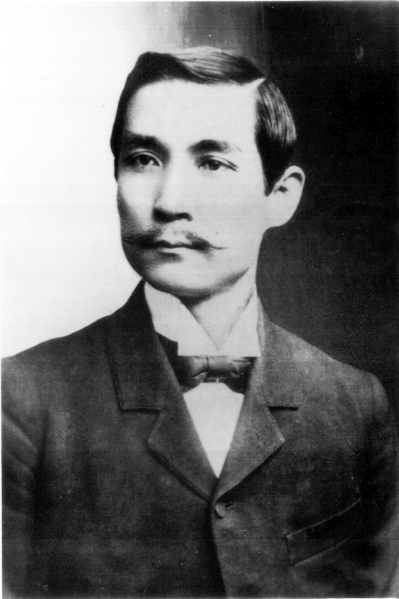
1900年時的孫文

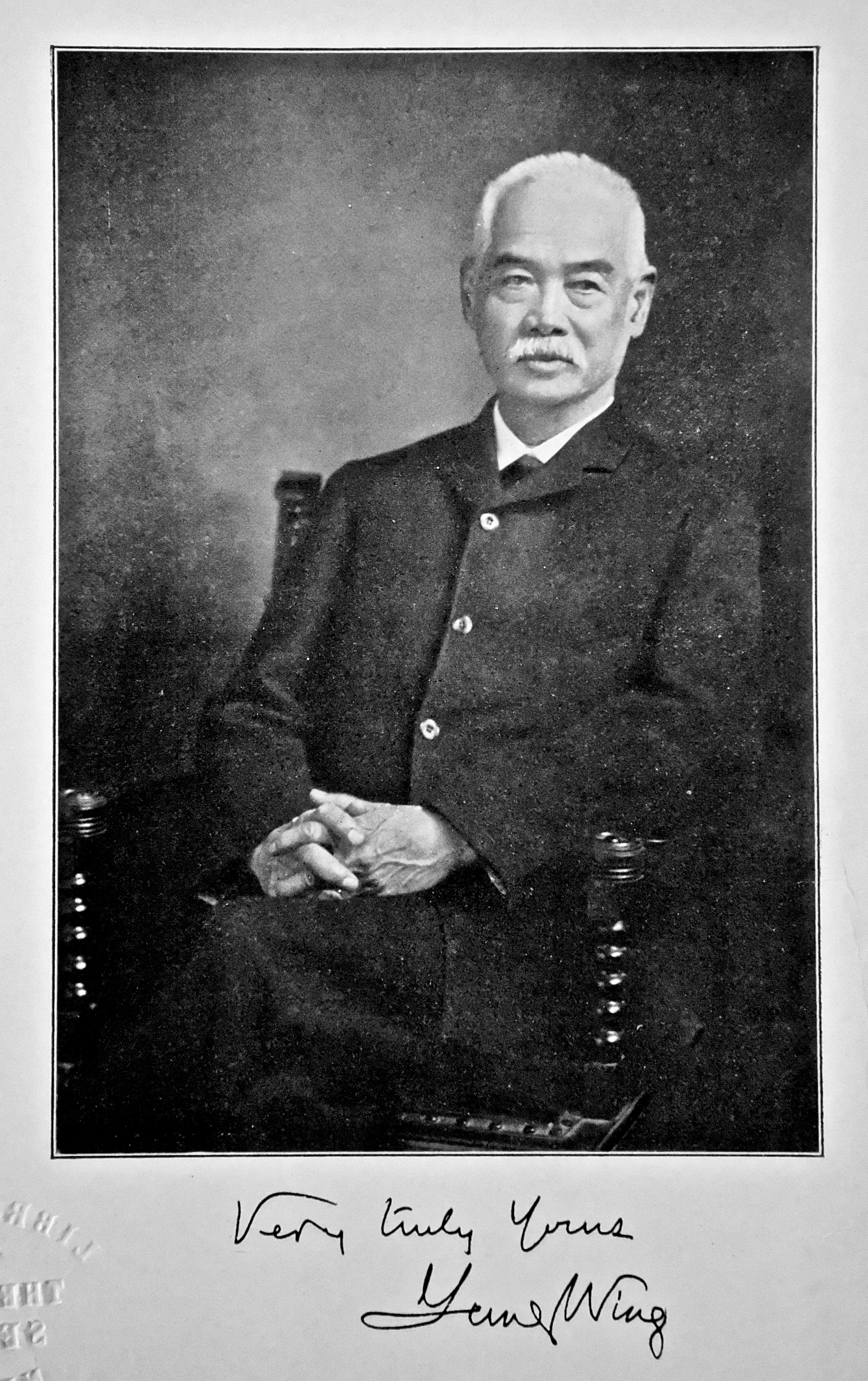
《西學東漸記》裡的容閎像

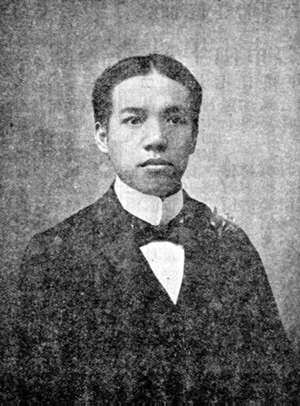
梁啟超聯合維新派與革命黨

一開始維新黨人在清朝體制內尋求政治革新的方法，戊戌政變後他們卻成了被官府緝捕的罪犯，只能拿起槍桿子來暴力革新了。其實在「戊戌政變」之前，維新派與革命派就多有聯繫。 戊戌政變使得這批人又同成天涯淪落人，有鑑於此，宮崎滔天、犬養毅（日本當時之極右派政客）、以及其他熱心中國問題的日本浪人，皆努力撮合同在日本的「興中會」（孫文）與「維新派」（康有為），希望兩黨能攜手一同造反。 
過了一年多，興中會與維新派合作的機會來了。1900年夏，義和團十萬之眾進入北京，大肆屠殺洋人與信洋教的中國信徒，引發庚子事變，最後導致八國聯軍進據北京，逼得慈禧與光緒逃離京都，避難於西安。 雖然東南各省依東南互保來避免被戰事波及，但全中國在一段日子裡還是處於無中央政府的危險狀態，兩派人士都覺得這是天賜良機，此時發難最有成功機率。早在義和團拳匪還侷限於山東與直隸時，容閎便已積極往返新加坡，會見康有為，為新加坡富商邱菽園以及前台灣民主國的義勇軍統領丘逢甲等拉線，商討「維新派」在長江流域和廣東地區武裝起事的細節。容閎更與「興中會」裡偏向楊衢雲的一派人有直接聯繫。比容閎小三十七歲的族弟容星橋是1874年第三批留美幼童，曾考入耶魯大學，在1891年與孫文義父關元昌之女關月英結婚，在婚禮中結識孫文，從此成為摯友。孫、容與關景良（關月英的哥哥）三人曾以兄弟相稱，容星橋更在1895年加入香港「興中會」，以孫文在漢口代表的身份在當地聯絡革命友人。
孫文與梁啟超對中國之改革很早就有共識，認為要成功必定要雙方同志攜手並進。梁啟超還寫信勸他的老師康有為早早退休，以便由梁來主導兩派的合作。當時人在加拿大的康有為收信後大發雷霆，派人至日本強押梁啟超離開是非之地的東京，讓他到夏威夷開拓 保皇會（中國維新會）。雖說如此，梁啟超在夏威夷還是致力聯合，他甚至說要「舉皇上為民主總統」，始能結合兩派原本水火不相容的目標，藉以聯合革命與維新力量。時機緊迫之際，各黨皆派遣菁英遍至中國各地招兵買馬，但各自計畫的武裝起義仍都暗地裡互通信息，皆以聯手一舉而消滅奄奄一息的清廷為共同目標。另一方面，朝廷的漢人大臣則如坐針氈，但同時又蠢蠢欲動：雖說清廷面臨了空前的危機，如果他們個人能在朝廷、八國聯軍、與各種維新革命組織這些選擇中下對注，那麼前途會更光明也未可知。1900年的前半年間，全國從個人至大小團體，上至清廷大員、下至會黨會眾，都在私下與其他團體連絡互動，卻又同時互探底細。
袁世凱就是個典型的例子。他從1882年平定朝鮮「壬午兵變」開始便步步高昇，到了1900年初補授山東巡撫後，袁世凱已成清廷漢臣的後起之秀，儼然與東南三督的劉坤一、張之洞及李鴻章比肩齊名。袁世凱在「戊戌政變」時將圍攻頤和園的計謀向榮祿與慈禧吐露，贏得了內廷的信任。1900年義和團拳匪全盛時期，袁世凱雖身處濟南府，但有軍機處的榮祿日遣驛馬「八百里加急」從斷了電訊的北京來回傳遞信息，可說是坐知千里，而他因先前出賣過維新派，已不能再走背叛清廷的這條回頭路，於是袁世凱在列強中全力周旋，將濟南府在一夕之間轉變成列強與困於北京各公使的通訊樞紐，因此他獲得了西方各國的信任與讚美，這也與辛亥後各國普遍支持袁世凱當總統的情況大有關係。
但其他漢人大臣劉坤一、張之洞、李鴻章等已無顧忌。在慈禧還未向十一國宣戰時，兩江總督劉坤一、湖廣總督張之洞、兩廣總督李鴻章都只袖手旁觀，坐看情勢發展。當時維新黨人除了領頭的康有為與梁啟超外，絕大部份都是從湖南與上海來的知識份子，因湖南維新黨人與張之洞有極深的淵源，便分別遊說兩湖總督張之洞與兩江總督劉坤一，想贏得他們支持維新派的武裝起事。 興中會方面則是由孫文的老師何啓擬定了一份兩廣獨立計畫，再由港督卜力負責接洽兩廣總督李鴻章，欲舉李鴻章為獨立後的大總統。

### 籌備東南大起義

畢永年

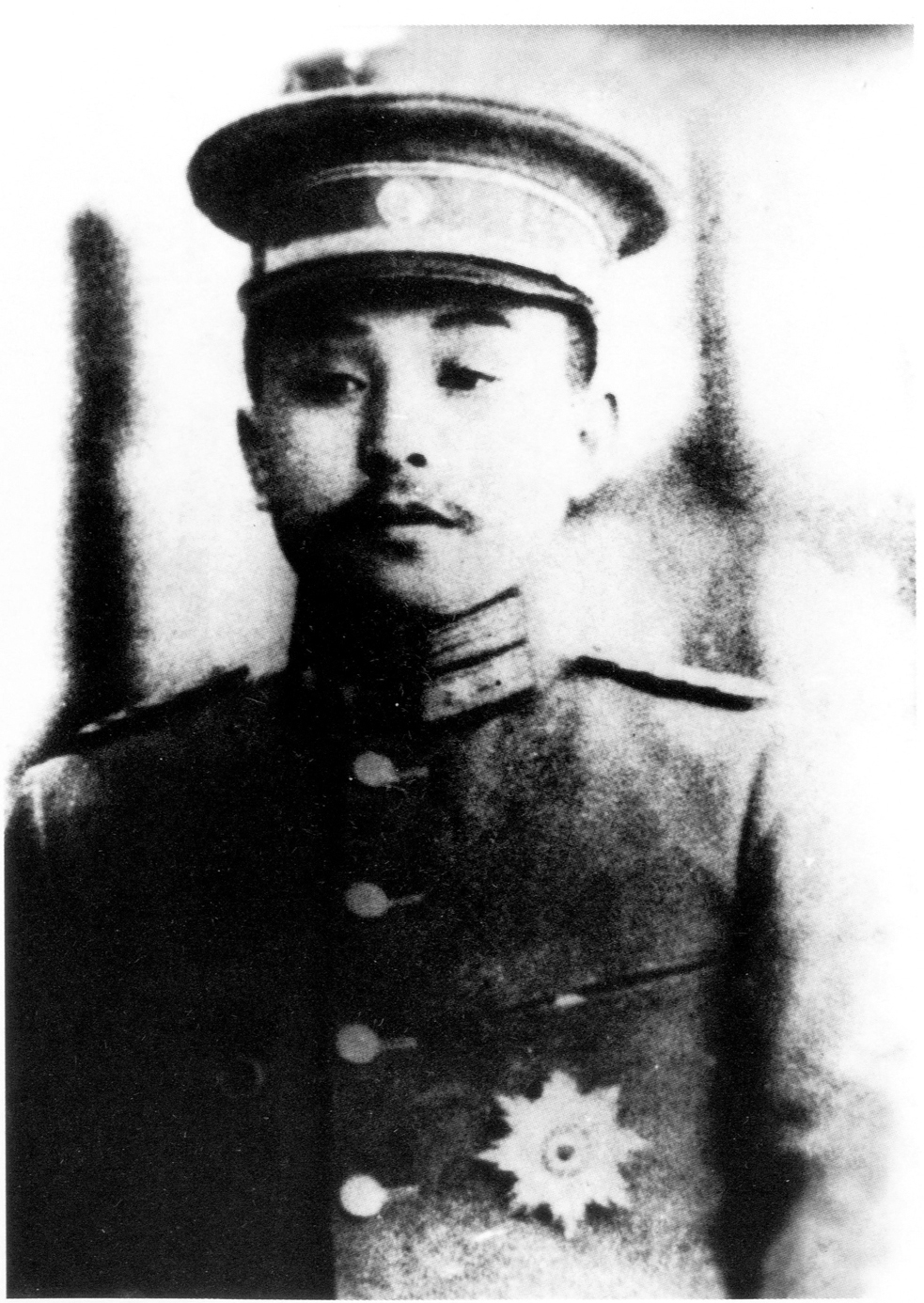
吳祿貞

這個偉大的聯合武裝起義在當時雖無正式名稱，但不管維新黨或是革命黨，都通稱此計畫為長江中下游與廣東的中國東南大起義，範圍包括湖北、湖南、安徽與廣東，武裝力量則由幾萬人的會黨群眾與清軍士兵組成。「會黨」的力量來自遍佈於長江流域的哥老會與兩廣的三合會，此兩會皆是洪門（天地會）的支派，在畢永年與宮崎滔天的努力下，兩會於1899年冬與興中會結合，成立了興漢會，並一致推選孫文為總會長，以便伺機在湖北、湖南與廣東同時大舉。 軍人同志中有一部份從張之洞訓練的新軍而來，湖北新軍身處於兩湖維新之地，因此士兵中多有傳播維新信念者，加上張之洞遣派優良學子赴日留學，他們在日本與革命黨人接觸過後，皆興奮地將革命信念帶回兩湖新軍。除此之外，長江水師與綠營中人受「哥老會」薰陶後，也都積極投入起義計畫。
這個群聚裡人際關係複雜，但大多數都在維新與革命陣營中左右逢源，如唐才常、容閎、畢永年、林圭等。 許多主要成員甚至身兼維新黨與革命黨的雙重領袖身分，比如起義時任前軍統領的秦力山與吳祿貞就是。  1899年終唐才常和林圭離開日本，返國準備起義事宜時，孫文、梁啟超、與宮崎滔天就都同來送行祝福，孫文還特別關照林圭返湘漢之後，務須與在漢口的容星橋接洽。稍後在1900年4月，容閎代表維新派，同香港的興中會會員陳少白、楊衢雲、謝纘泰等聯繫，繼續商討兩黨聯合起義的細節。
另一個凝聚維新黨與革命黨的外來力量，則出自於日本的「東亞同文會」。此會由「玄洋社」的子會「東亞會」（包括著名日本浪人頭山滿、平岡浩太郎等）、「樂善堂」的子會「日清貿易研究所」與「同文會」（日本駐華間諜荒尾精、宗方小太郎等）、及日本政要（如犬養毅等），在1898年10月戊戌政變後結合而成，成為中國改革陣營贏取外部支持的一股關鍵力量。因此不論是維新黨或革命黨皆積極尋求「東亞同文會」在人力、財力、與戰略上的支持；而「東亞同文會」也樂得相助，希望藉機擴大他們對中國未來的影響力量。 

### 宮崎滔天星洲入獄

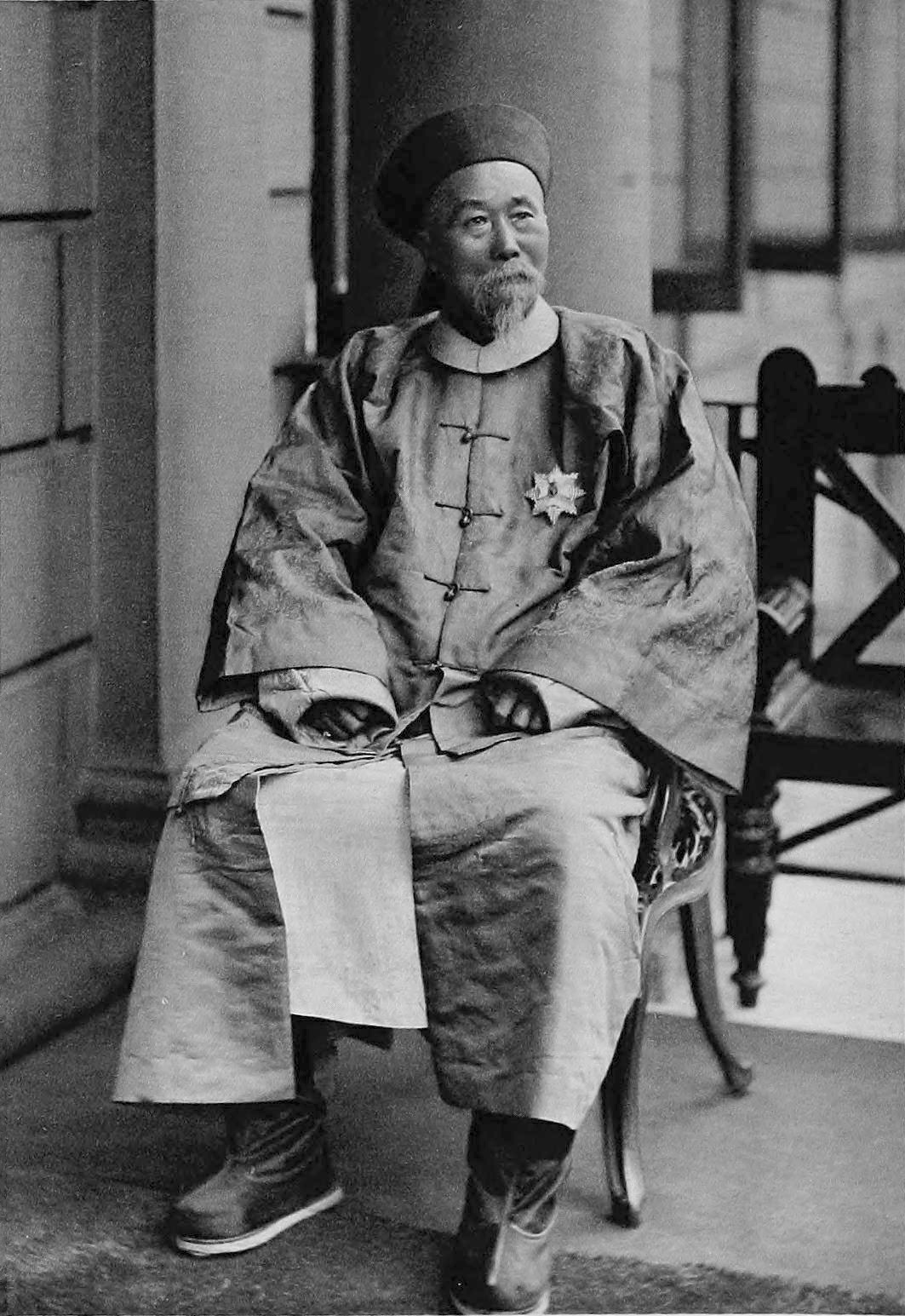
李鴻章

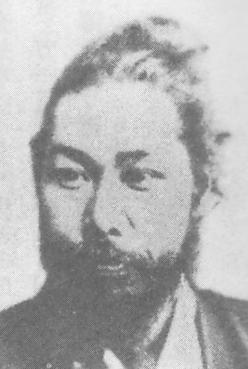
熱心中國革命的宮崎滔天

就在大起義蓄勢待發的時刻，半路忽然殺出了個程咬金劉學詢。劉比孫文大六歲，是孫的同鄉，進士出身，卻靠操縱賭博致富。他1893年就與在廣州行醫的孫文結識，在1895年興中會廣州起義中曾擔任「農學會」發起人之一。後來劉學詢成為李鴻章的幕僚，靠著他與孫文的舊關係，成了1899年後半至1900年初孫文與李鴻章間的溝通橋樑，以「兩廣獨立」為前提來拉攏兩方人物。但直到1900年6月中旬，慈禧處理義和團的對策到底是剿是撫，還未能作出明確的決定，逼得李鴻章只能首鼠兩端，其「兩廣獨立」策略暫時也只得以模稜兩可的態度來處理。
情況一直要到6月15日才算明朗化。那天軍機處忽然傳下旨意，要原先因榮祿之排擠下放兩廣的李鴻章迅速回京擘畫剿匪，而身膺大任的李鴻章因此投鼠忌器，只得暫緩「兩廣獨立」。哪知道這個劉學詢原來自1898年戊戌政變後就身懷密任，是慈禧批准與遣派的暗殺隊主持人，專門追殺康有為及維新黨人。此時的劉學詢仍想借刀殺人，就繼續設法以「兩廣獨立」套孫文上鉤，但這次卻要求興中會要拿康有為的項上人頭作「投名狀」，為此劉學詢還特地拿出三萬元給孫文的代表宮崎滔天，作為暗殺康的頭款。而孫文這方面也樂得將計就計，將到手的錢用於起義事宜，兩人並計畫分別搭船至新加坡，欲將此事件告知康有為。
沒想到劉學詢老謀深算，同時亦在康有為陣營反押一注。他早已算定即使不能讓孫文等執行暗殺任務，也要讓維新與革命的合作受到嚴重破壞，因此搶在宮崎滔天還未抵達星洲前就匿名向新加坡放出消息，說「有日本刺客受雇要來謀害康有為」。宮崎滔天抵星洲欲見康有為，立時成了康有為門人的兩難，他們發現原來刺客便是兩年前解救康有為脫離戊戌政變的恩人。康有為與門人在反覆推拒後終於還是向新加坡政府報了警，於是宮崎滔天一行人7月6日便被捕下獄，迨孫文抵達已無補於整個局面之挽回。而原本便看不起孫文的康有為，為此更與孫文反目成仇，使居中調解的梁啟超有心無力，他的恩師康有為從此不再與革命黨人來往。

### 中國議會

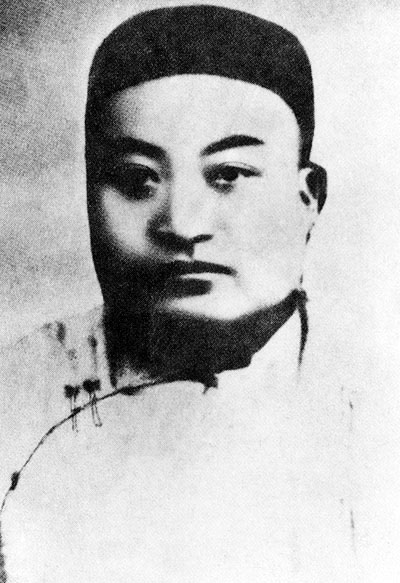
唐才常

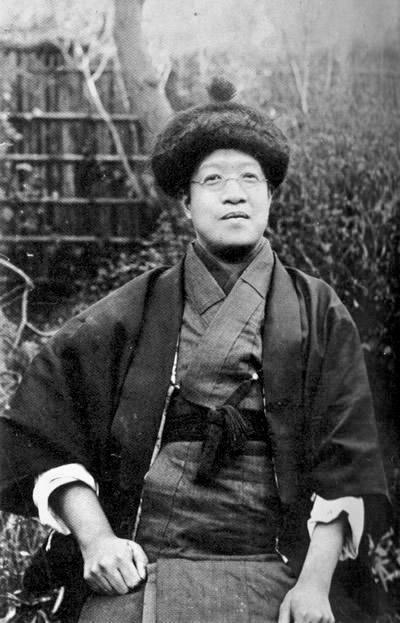
章太炎

「刺客事件」發生時，慈禧又轉而支持義和團，在1900年６月21日下詔向英、美、法、德、義、日、俄、西、比、荷、奧十一國同時宣戰，但東南各總督公然抗命。他們對列強解釋，說宣戰是朝廷在義和團脅持下所發的「亂命」，仍堅持與外國各使節及商人保持友好，以免東南各省遭受戰火牽累，這便是近代中國史上所稱的東南互保運動。
同時在清廷管理不到的上海租界，一群人則正殫精竭慮地為了近在眼前的聯合起義而準備，其主要籌劃人是湖南的唐才常。 唐與戊戌政變時被殺的譚嗣同是同鄉好友，因此恨死了慈禧，立誓要救出賢能的光緒帝以續成其未完成的君主立憲計畫。與唐同鄉的畢永年也曾在1897年加入譚嗣同與唐才常在長沙創辦的南學會，三人是維新運動裡公開鼓吹西方民權自由的激進派，立場介於傳統維新黨人與孫文的革命派之間。唐才常早在1900年初，於東亞同文會的支持下秘密組織了「正氣會」，對外則託名「東文譯社」 ，又在1900年3月改名為自立會，因他的激進派立場遂能同時號召清軍士兵及「興漢會」裡的各會黨人員，使兩湖的準備工作到了七月中旬逐步就緒。 這支力量中軍人方面由秦力山、吳祿貞等人領導，會黨方面則由身為哥老會龍頭的畢永年來聯繫。容閎從香港偷渡至上海，代表維新黨人，而容星橋也從漢口趕至上海，成為革命黨人的代表之一。
1900年7月26日，這批人在上海愚園招開了一場熱烈的會議，有稱為中國議會者，也有人稱為中國國會。會中投票選出容閎為議長，嚴復為副議長，唐才常、汪康年、鄭觀應等十人為幹事。容閎以英文草成對外國宣言，曰：「決定不承認滿洲政府有統治清國之權」。議會決定以自立會為基礎成立自立軍，訂8月9日在漢口、漢陽、安徽、江西、湖南等地同時起事，北上殺了慈禧太后，營救光緒皇帝，再建立漢人執政的君主立憲國家。惟會中維新人士佔多數，與偏向革命之士針鋒相對，還在最後關頭為了起義的最終目標不同而起爭論。議會招開前不久，畢永年才為了他的摯友唐才常最終不肯放棄「保皇」立場而黯然離去。一年前，梁啟超在日本將維新黨人章太炎（章炳麟）介紹給孫文，經過了一段革命薰陶，章太炎也學會開口閉口排滿。他大鬧會場，主張驅除會議中的滿人代表與蒙古人代表，並且發誓不與滿人光緒同存。鬧完後又戲劇性地找來一把剪刀，當場剪斷了自己的辮子，以示他不再當滿奴的決心，將尚有可為的合作氛圍一掃而光。

## 自立軍發難
中國議會採取了折中路線，雖然力主「保皇」，但也堅持「立憲」與「普選國會議員」；所謂保皇者，取悅維新黨人也，而普選者，則安撫革命黨人也。蓋任由全中國的老百姓自由選出議員，當不會有半個滿人中選，自能保證全中國的政治由漢人一手包辦。有心居中撮和的梁啟超頻頻以此勸誘革命黨人加入聯合起義，說這是「名為保皇，實則革命」；但他在維新派內卻又力持「名為革命，實則保皇」之說，讓許多革命組織到最後覺得受騙了，紛紛脫離此大聯盟，如孫文的「興中會」與遍佈廣東的「三合會」便因此沒有被正式列入自立軍起義計畫裡。雖然如此，「自立軍」裡確實仍存有極大的革命力量。當時國內知識份子與海外華僑仍普遍支持維新黨人，康有為流亡北美洲與東南亞、到處興辦「保皇會」分會，受到華僑的熱烈支持，僅北美之行就獲得六十萬美元鉅額捐款。與之比較，革命黨的孫文在美國東奔西走，總共也不過就募了個幾百塊美元。起義固然靠人，確也離不了錢，沒有錢就不能置辦軍火，也不能養活起義所需的人手。就以不久前才加入「興漢會」並立誓效忠孫文與革命黨的「哥老會」會友來講，他們在這時也只能對現實低頭，終被維新派收買勸服而編入了「自立軍」。
當時新加坡富商邱菽園早先已與容閎商討聯合起義，他認捐的二十五萬元也早已匯至，做為起義的基本用費。自立軍眾人摩拳擦掌，就等著坐鎮新加坡的康有為將華僑為「保皇會」所捐的款項匯至即可舉事。康有為稱手中已握有北美華僑所捐的六十萬元，但他扣留了四十萬元，只答應將剩餘的二十萬匯給唐才常。起義日期8月9日前夕他還因自立會中滿佈革命黨人疑懼不已，認為自立軍可能劫持他的保皇運動去搞「實革命」，為此他一再拖延匯款，許諾的二十萬元最後連一分錢也不匯至，導致自立軍糧餉不繼而造成一片恐慌，會眾紛紛離去，逼得總司令唐才常不得不下令延期起義、改訂為8月22日。 原訂的8月9日到了，湖北新堤右軍、湖北漢口中軍、湖南常德左軍、安徽安慶後軍、與武漢總會皆按兵不動，卻不料統領安徽大通前軍的秦力山與吳祿貞因未獲得延期的消息，仍然如期發難，他們一鼓作氣佔領了大通縣城，但終因孤掌難鳴，在與清軍激戰七日之後退走九華山。

## 自立軍失敗

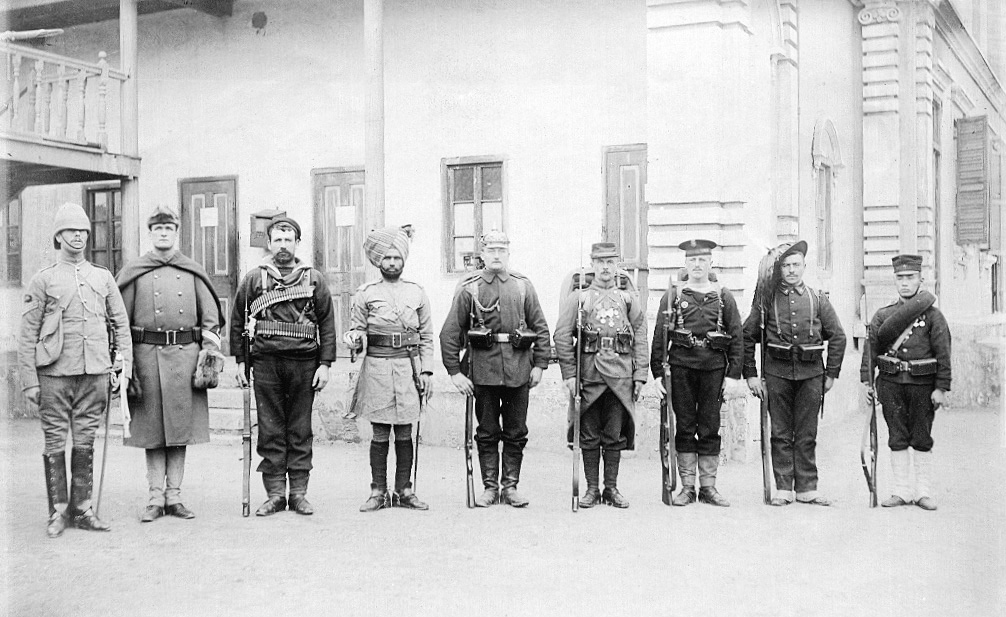
八國聯軍士兵

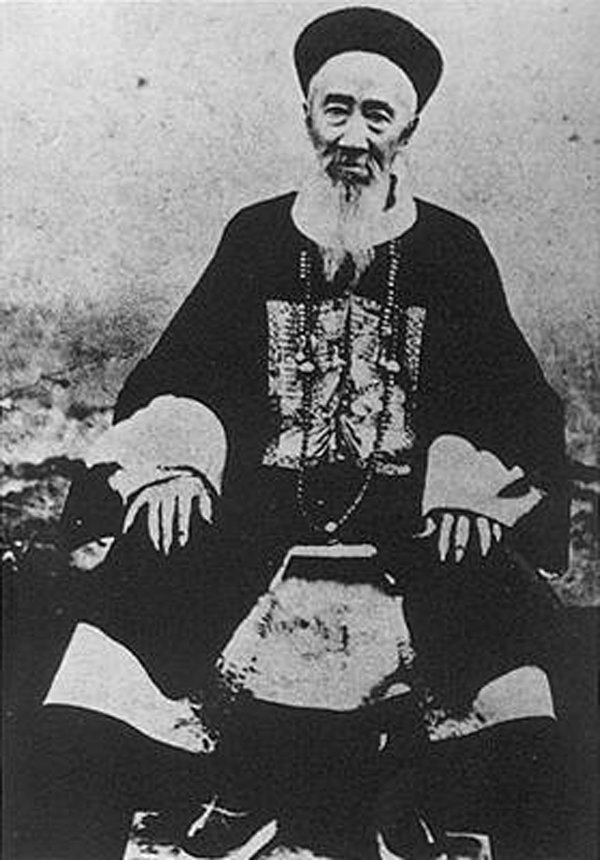
張之洞

同時在華北，八國聯軍兩萬人已在8月2日從天津出發，沿著北運河兩岸北上，直攻北京。8月9日秦力山與吳祿貞在大通發難時，八國聯軍已攻破了清軍在北倉鎮所設的防線，直隸總督裕祿戰敗自殺。8月9日當天，李秉衡的軍隊在南下迎敵的路上與聯軍相遇，敗退至通州時部隊已經所剩無幾，李秉衡最後吞金自殺。自立軍大通前軍還在大通苦戰清軍時，八國聯軍8月14日已攻入了北京。到了8月16日晚上，聯軍佔領了北京全城，慈禧、光緒和一眾滿清權貴倉皇出京，避至城外的懷來縣。
這時全中國都屏氣凝神，睜大眼睛注視著八國聯軍如何走下一步棋：假如聯軍趕盡殺絕，欲致慈禧於死地，那「東南互保」的各總督就要執行協議好的獨立自保計畫。關鍵人物湖廣總督張之洞早已洞悉「自立軍」的整個佈署，連起義從8月9日延至8月22日的情報都已掌握，容閎所草擬的、定於8月24日發給列強的《通告友邦書》，他自然也應該知悉，之所以還任憑自立軍在眼皮下自由活動，為的只是觀望局勢變化，因為隨時都還有可能要招攬自立軍來助成他自己的獨立計畫。何況張之洞與此次起義的領導人也都擁有特殊關係，例如唐才常早年曾就讀於他在武昌創建的新式學堂「兩湖書院」，吳祿貞是他公費保送到日本學習軍事的，章太炎更曾應其邀赴武漢辦報，而容閎曾經也是他的重要幕僚。
慈禧逃至懷來縣後，其在8月20日以光緒的名義發佈《罪己詔》，表示光緒帝自責支持「義和團」的不智之舉以謝天下，八國聯軍得此消息後同意就此打住，不再擴大侵犯北京以外的土地，全中國至此才終於喘了一口大氣，相信洋人不致於要瓜分中國。發佈《罪己詔》隔天，也就是自立軍起義日前一天的21日，張之洞包圍了英國租界裡的自立軍總部與各機關，當場逮捕了唐才常、林圭(字锡珪)等二十多人
；鑒於他與起義的主事者間的關係，必須立即斬草除根以杜後患，他在次日清晨馬上下令將唐才常等悉數殺害。退往九華山的秦力山、吳祿貞得此惡耗後決定解散部隊，不久湖北新堤右軍的起事也跟著潰敗。接下來兩湖、安徽、江蘇等各省官府開始全力緝捕「哥老會」會眾，殺了上千人。「自立軍」起義至此宣佈失敗，秦力山與吳祿貞逃回日本。

## 影响
1900年的庚子「中國議會」與「自立軍」事件，是中國人在政治制度上從「君主專政」走向「民主共和」政體的一個心理轉捩點。在自立軍以前，國內的知識份子與海外的華僑皆普遍支持維新黨人，革命行動大抵無人敢問津。如孫文1895年發起「廣州起義」時還必須假借「農學會」的名義，才能讓仕紳從錢包裡掏捐革命經費，失敗後又被老百姓罵成是一群賊黨，可見一斑。1900年因「義和團」與「八國聯軍」的特殊關係，才促進了維新黨與革命黨嘗試攜手合作的意願，雖然聯手起義最終仍告失敗，但兩批人馬卻已經建立起龐大有效的通聯網絡。「自立軍」的失敗更讓維新人對清廷的官僚失望透頂，這個卡在被囚的光緒帝與他們之間的龐大官僚制度，逼使維新黨人終於承認無法以漸進方法來革新中國的殘酷現實。除了少數如康有為等頑固人物還繼續保皇，大多數的維新黨人都已在1900年後背棄了「君主立憲」運動，自發性地追隨了容閎的帶頭作用，開始鐵了他們的心，全力拼「革命運動」去了。
容閎經歷了「太平天國」、「自強運動」、「戊戌維新」與「君主立憲運動」，他之一路走來卻最終投入革命，實際上已對「保皇立憲」運動劃上了大半個句號，並真正把「排滿革命」的意識帶入政治革新運動的主流。